# Teoria militar
A teoria militar é o estudo das teorias que definem, informam, orientam e explicam a guerra e a sua conduta. A teoria militar analisa tanto os fenômenos comportamentais normativos quanto os aspectos causais explicativos para melhor compreender a guerra e como ela é travada. Ela examina a guerra e as tendências na guerra, além de simplesmente descrever eventos na história militar.

## Conceito
A teoria militar é multidisciplinar e se baseia em campos acadêmicos de ciências sociais e humanas por meio das disciplinas de ciência política, estudos estratégicos, estudos militares e história. Ela examina a natureza da guerra e as conclusões das guerras.
Embora as teorias militares possam empregar o método científico, a teoria difere da ciência militar. A teoria visa explicar as causas da vitória militar e produzir orientações sobre como a guerra deve ser travada e vencida, em vez de desenvolver leis universais e imutáveis que possam limitar o ato físico da guerra ou codificar dados empíricos, como efeitos de armas, alcances operacionais de plataformas, taxas de consumo e informações sobre alvos, para auxiliar o planejamento militar.
A filosofia militar também estuda questões como as razões para ir à guerra, jus ad bellum, e as maneiras justas de lutar guerras, jus in bello. Dois dos primeiros filósofos militares datam da antiguidade: Tucídides e Sun Tzu. Embora a teoria militar possa informar a doutrina militar ou ajudar a explicar a história militar, ela difere delas porque contempla conceitos abstratos, temas, princípios e ideias para formular soluções para problemas reais e potenciais relativos à guerra e à condução da guerra.

## Uso da teoria militar

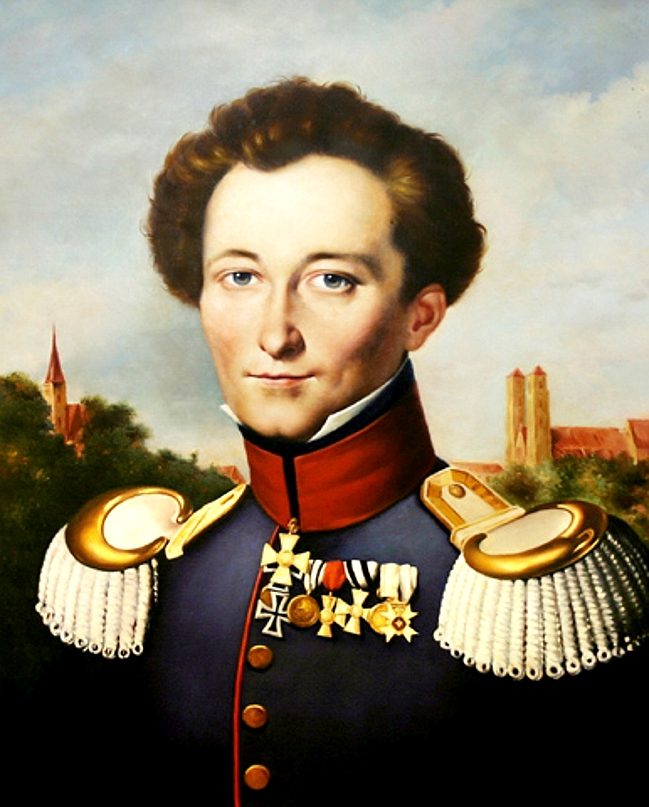
O teórico militar Carl von Clausewitz.

O teórico militar prussiano Carl von Clausewitz escreveu:

"O objetivo principal de qualquer teoria é esclarecer conceitos e ideias que se tornaram, por assim dizer, confusos e emaranhados. Somente quando os termos e conceitos forem definidos é que se pode esperar fazer algum progresso no exame claro e simples das questões e esperar que o leitor partilhe das nossas opiniões."
A teoria militar informa os níveis político, estratégico, operacional e tático da guerra. Ela faz isso contribuindo para o conhecimento sobre os temas da guerra e da sua condução. Isso ajuda a entender por que e quando a força é usada e quais formas o uso da força pode assumir. Também ajuda a identificar e explicar resultados práticos para ajudar a determinar como a força pode ser aplicada. As teorias militares podem ser divididas em várias categorias, como a teoria operacional e a teoria tática. Também podem ser categorizadas por ambiente ou domínio, como o poder espacial ou a astronáutica.

### Clássicos
- Clausewitz, Carl von (2019). On War (em inglês). Norderstedt: Books on Demand. 414 páginas. ISBN 978-3749483334. OCLC 1190331642
- Sun Tzu (2022). The Art of War (em inglês). Mumbai: Repro India Limited. ISBN 978-9355715494

### Livros
- Angstrom, Jan; Widen, J.J. (2014). Contemporary Military Theory: The Dynamics of War (em inglês). Oxfordshire: Taylor & Francis. 214 páginas. ISBN 978-1136169205. OCLC 889268877
- Lider, Julian (1983). Military Theory: Concept, Structure, Problems. Col: Swedish Studies in International Relations (em inglês). Nova York: St. Martin's Press. 476 páginas. ISBN 978-0566004858. OCLC 8169675
- Gray, Colin S. (2010). The Strategy Bridge: Theory for Practice (em inglês). Oxford: Oxford University Press. 308 páginas. ISBN 978-0199579662. OCLC 957642047
- Oliviero, Charles S. (2022). Strategia: A Primer on Theory and Strategy for Students of War (em inglês). Toronto, Ontário: Double Dagger. 227 páginas. ISBN 978-1990644269. OCLC 1506203724

### Periódicos
- Lider, Julian (1980). «Introduction to Military Theory». Sage Journals. Cooperation and Conflict (em inglês). 15 (3): 151–168. ISSN 0010-8367. doi:10.1177/001083678001500303
- Kipp, Jacob W., Ph.D.; Grau, Ten-Cel Lester W., Ph.D. (2011). «Military Theory, Strategy, and Praxis» (PDF). U.S. Army Press. MilitaryReview (em inglês): 12–22
- Vego, Milan. «On Military Theory» (PDF). Joint Force Quarterly (em inglês). 3 (62): 59–67
- Bosio, Ten-Cel Nick (2018). «Understanding War's Theory: What Military Theory Is, Where it Fits and Who Influences it.» (PDF). Australian Army Research Centre (em inglês). ISSN 2209-1289
- Evans, Michael (2004). «The Continental School Of Strategy: The Past, Present And Future Of Land Power» (PDF). Canberra. Land Warfare Studies Centre (em inglês) (305). ISSN 1442-8547
- Yarger, Dr. Harry R. (2006). «Strategic Theory for the 21st Century: The Little Book on Big Strategy». Leavenworth: US Army War College. Army War College Press (em inglês). ISBN 1-58487-233-0